# Neoerysiphe galeopsidis
Neoerysiphe galeopsidis (DC.) U. Braun – gatunek grzybów z rodziny mączniakowatych (Erysiphaceae). Grzyb mikroskopijny, pasożyt bezwzględny niektórych gatunków roślin. Wywołuje u nich chorobę o nazwie mączniak prawdziwy.

## Systematyka i nazewnictwo
Pozycja w klasyfikacji według Index Fungorum: Neoerysiphe, Erysiphaceae, Helotiales, Leotiomycetidae, Leotiomycetes, Pezizomycotina, Ascomycota, Fungi.
Po raz pierwszy zdiagnozował go w 1815 r. Augustin Pyramus de Candolle nadając mu nazwę Erysiphe galeopsidis. Obecną, uznaną przez Index Fungorum nazwę nadał mu Uwe Braun w 1999 r.
Synonimy:
- Arthrocladiella althaeae Y.S. Paul & V.K. Thakur 2004
- Erysiphe galeopsidis DC. 1815
- Golovinomyces galeopsidis (DC.) V.P. Heluta 1988

## Morfologia
Początkowo tworzy na obu stronach liści i na łodygach roślin cienkie, białe grzybnie. Z czasem rozrastają się i stają wojłokowate. Appressoria umiarkowanie płatowate. Konidiofory o długości 114–200 μm i średnicy 9–11 μm. Komórki konidiotwórcze proste, cylindryczne, o długości 30–50 μm. Konidia powstają w łańcuszkach po 2–6. Są hialinowe, owalne, cylindryczne lub elipsoidalne, o rozmiarach 28–38 × 15–20 μm (stosunek długości do szerokości = 1,7 do 2,2). Nie posiadają widocznych ciał włóknistych. Chasmotecja ciemnobrązowe, kuliste, o średnicy 110–150 μm. Zawierają 6–10 szeroko elipsoidalnych worków o rozmiarach 45–65 × 20–30 μm. Askospory tworzą się dopiero wiosną.

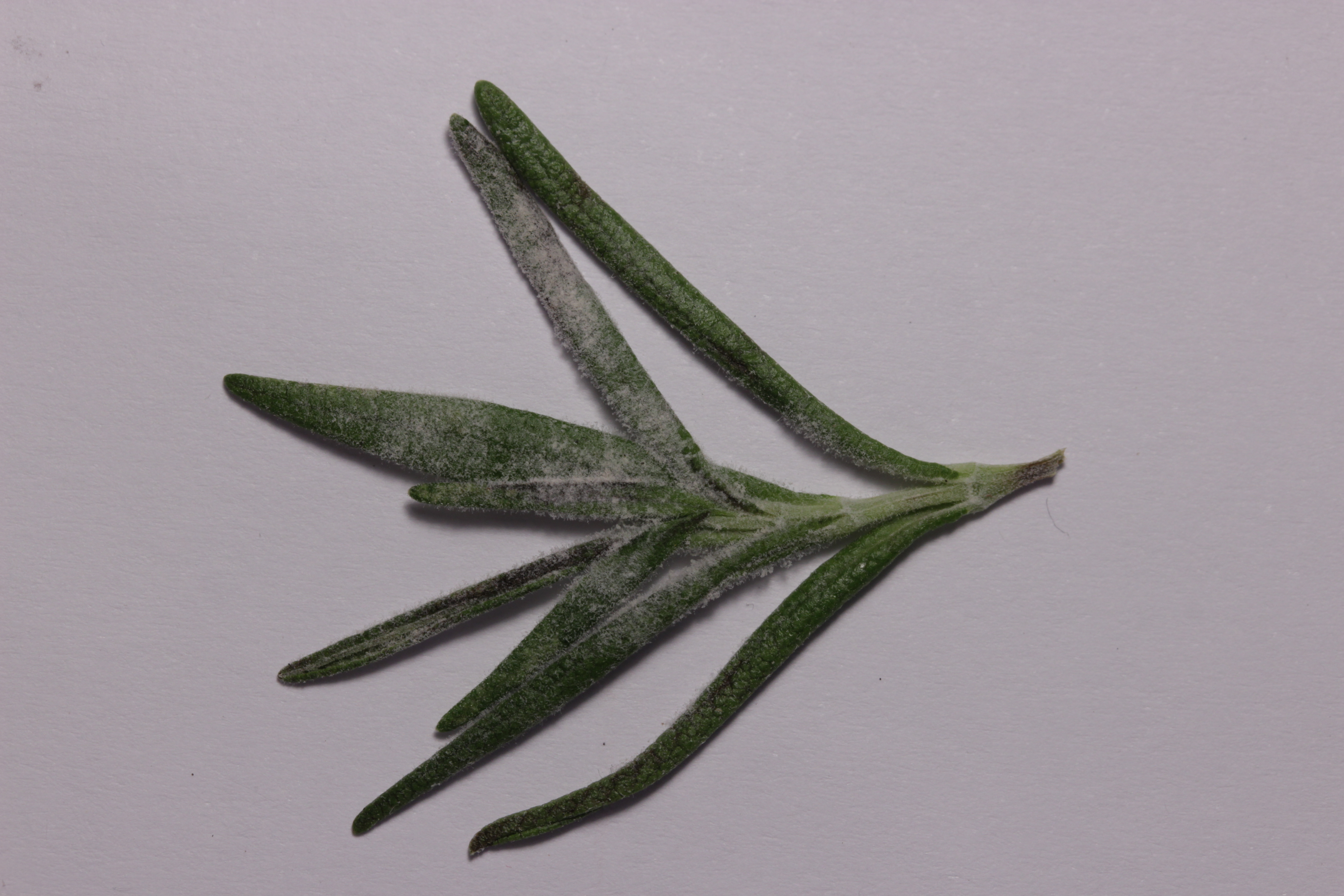
Na liściach rozmarynu
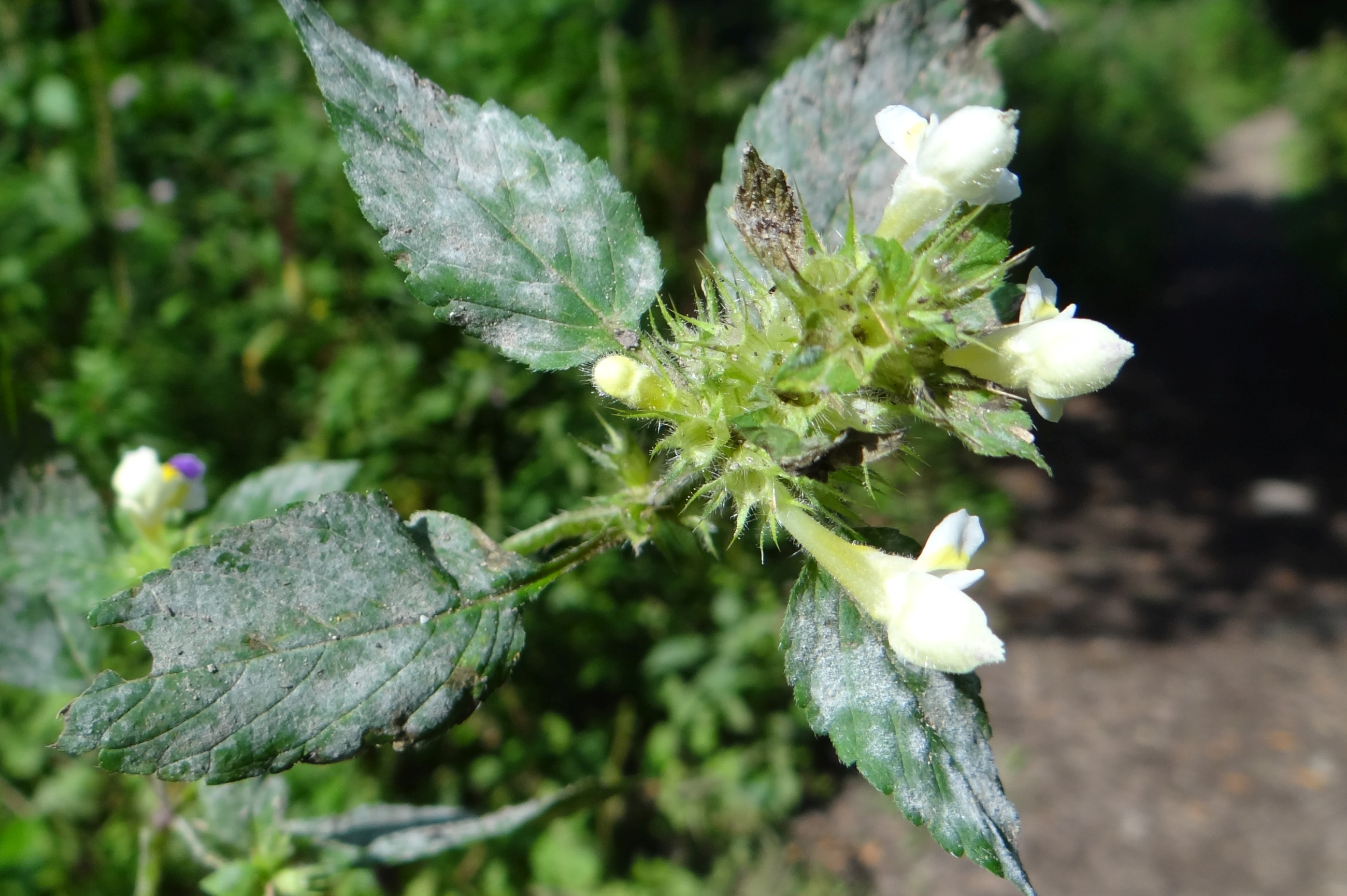
Na poziewniku szorstkim
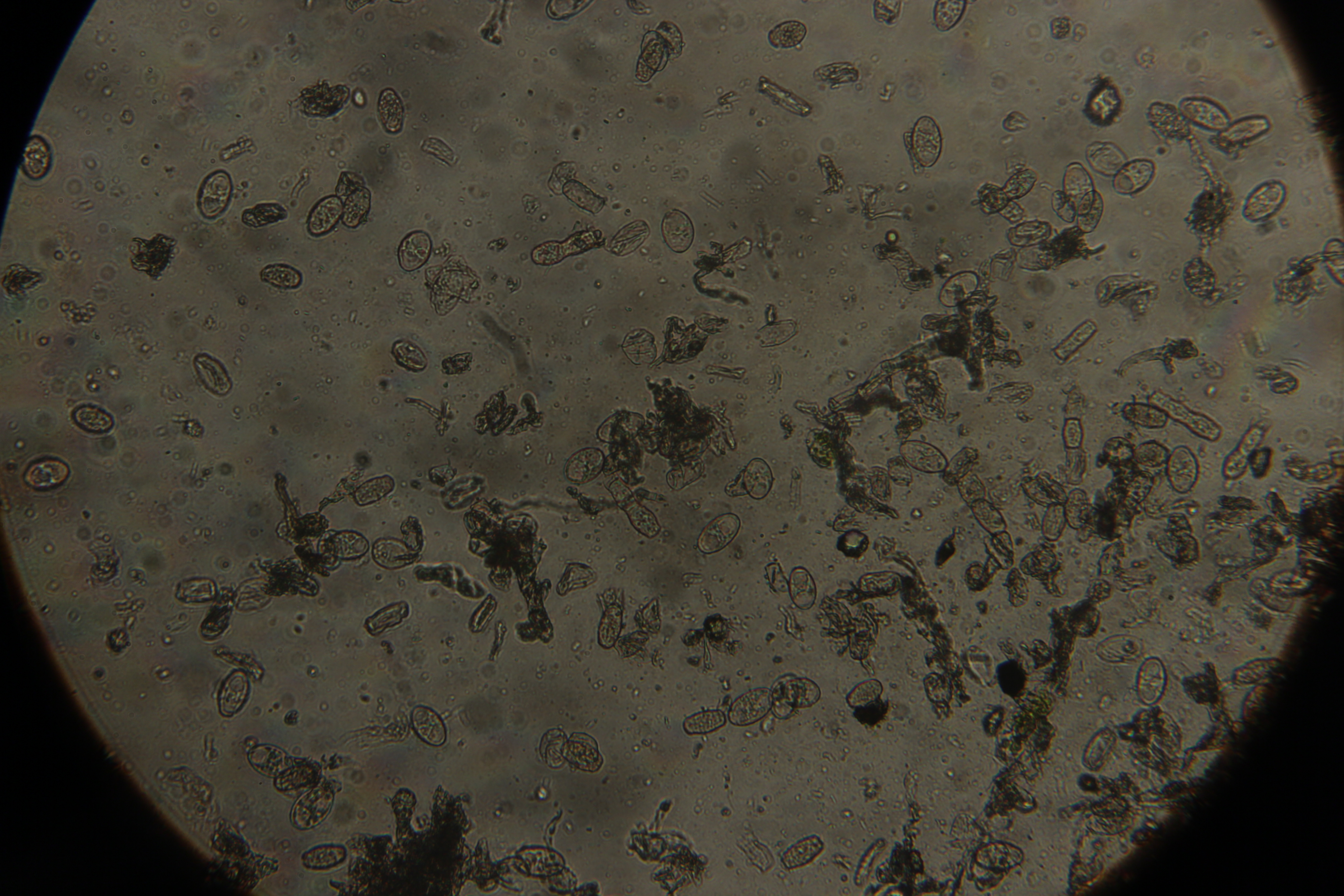
Obraz mikroskopowy

## Występowanie
Występuje w całej Europie, także w Azji, Afryce, Ameryce Północnej i Nowej Zelandii. Pasożytuje na licznych roślinach z rodziny jasnotowatych, zaliczanych do rodzajów: Ballota, Betonica, Chelonopsis, Clinopodium, Comanthosphace, Elsholtzia, Galeobdolon, Galeopsis, Glechoma, Isodon, Lagopsis, Lamium, Leonurus, Leucas, Lycopus, Marrubium, Melissa, Melittis, Monarda, Nepeta, Origanum, Phlomis, Physostegia, Plectranthus, Prunella, Rosmarinus, Salvia, Satureja, Scutellaria, Sideritis, Stachyopsis, Stachys, Thymus, Ziziphora i na gatunkach z rodzaju Geranium (rodzina bodziszkowate).